# Sean Morrison
Sean Joseph Morrison (Plymouth, 8 gennaio 1991) è un calciatore inglese, difensore svincolato.

## Carriera
Ha giocato nella prima e nella seconda divisione inglese.